# New Haven County
New Haven County är ett administrativt område i delstaten Connecticut, USA. New Haven är ett av åtta countys i delstaten och ligger i den sydvästcentrala delen av Connecticut. Den största staden i New Haven County är New Haven.

## Geografi
År 2010 hade New Haven County 862 477 invånare. Den totala ytan av countyt är 2 233 km² (1 569 km² är land, 664 km² är vatten).

### Angränsaden contyn
- Hartford County norr
- Middlesex County öst
- Fairfield County väst
- Litchfield County nordväst